# Wojciech Korczakowski
Wojciech Korczakowski (ur. 1796 w Laskowcu, zm. 6 czerwca 1875 w Warszawie) – oficer wojsk Królestwa Polskiego, inżynier, budowniczy kanału augustowskiego.

## Życiorys
Urodził się w 1796 we rodzinie Teodora herbu Korczak i jego żony Barbary z d. Kuckiej. Z odznaczeniem ukończył Szkołę Kadetów w Kaliszu i w 1820 wstąpił do Szkoły Aplikacyjnej Artylerii i Inżynierów.
W 1822 został podporucznikiem w korpusie Inżynierów i od 1825 pracował przy budowie kanału Augustowskiego. Wziął udział w powstaniu listopadowym i w stopniu kapitana odpowiadał za prowadzanie prac przygotowujących obronę Warszawy, od szańca na Powązkach do Wisły. Po upadku powstania, w 1831 został dymisjonowany w stopniu majora i podjął pracę w Zarządzie Komunikacji Lądowej i Wodnej.
Przed wybuchem powstania Korczakowski był kierownikiem budowy na trzech śluzach:
- śluza Białobrzegi w 1825-26,
- śluza Mikaszówka w 1828,
- śluza Wołkuszek w 1929.

W latach 1835-36 kierował budową kolejnych dwóch śluz:
- śluza Sosnowo,
- śluza Borki

Sprawował również nadzór nad zakładem produkującym asfalt na potrzeby budowy kanału. Od 1846 pracował w Zarządzie XIII Okręgu Komunikacji a w latach 1847-57 był Naczelnikiem Oddziału Dróg Bitych w Augustowie. W 1859 przeszedł na emeryturę i przeniósł się do córki do Warszawy.
Żonaty był z Józefa Czyż, zmarł w Warszawie 6 czerwca 1875 i pochowany został na cmentarzu powązkowskim.
W Augustowie jedną z ulic nazwano jego imieniem.